# October Tide
October Tide — метал колектив зі Швеції котрий діє переважно у стилістиці мелодійного та дез думу. Початково заснований як сторонній проєкт Фреда Норрмана та Йонаса Ренксе з Katatonia.

## Дискографія
- Promo Tape (Demo) (1995)
- Rain Without End (1997, перевипущено 2008)
- Grey Dawn (1999)
- A Thin Shell (2010)
- Tunnel Of No Light (2013)
- Winged Waltz (2016)